# More Songs to Learn and Sing
More Songs to Learn and Sing — збірка пісень англійської групи Echo & the Bunnymen, яка була випущена 11 вересня 2006 року.

## Композиції
1. The Cutter – 3:53
2. The Back of Love – 3:13
3. The Killing Moon – 5:45
4. Seven Seas – 3:19
5. Never Stop – 3:31
6. Rescue – 4:26
7. I Want to Be There (When You Come) – 3:39
8. Don't Let It Get You Down – 3:50
9. A Promise – 4:02
10. Silver – 3:19
11. People Are Strange – 3:38
12. Do It Clean – 2:44
13. The Game – 3:51
14. Rust – 4:15
15. Lips Like Sugar – 4:51
16. Nothing Lasts Forever – 3:55
17. Bring On the Dancing Horses – 3:55
18. Hang On to a Dream – 2:24
19. It's Alright – 3:26
20. Stormy Weather – 4:22

## Учасники запису
- Іен Маккаллох — вокал
- Уїлл Сарджент — гітара
- Стівен Бреннан — бас гітара
- Горді Гоуді — гітара
- Кері Джеймс — клавішні
- Ніколас Килрой — ударні